# Rakaia (Nouvelle-Zélande)
Pour les articles homonymes, voir Rakaia (homonymie).
Rakaia est une ville de la région de Canterbury située dans l' Île du Sud de la Nouvelle-Zélande.

## Population
La population de la ville est de 1 220 habitants en 2017

## Situation
Elle est localisée près de la rive sud du fleuve Rakaia dans les Plaines de Canterbury à un peu plus d'une cinquantaine de kilomètres au sud de la cité de Christchurch.

## Accès
Au nord de la municipalité se trouvent le plus long pont routier et le plus long pont ferroviaire de Nouvelle-Zélande. Les deux ponts font environ 1 750 mètres de longueur.
Rakaia était aussi à la jonction de la Methven Branch (en), un embranchement ferroviaire situé à Methven, qui a fonctionné à partir 1880 jusqu'à sa fermeture en 1976. 
Un accident à la station de chemin de fer en 1899 a tué quatre personnes.

## Particularité
La particularité du canton est la présence d'un grand saumon en fibre de verre. La rivière d'où la ville tire son nom est connue pour sa pêche au saumon et ses jet-boats.

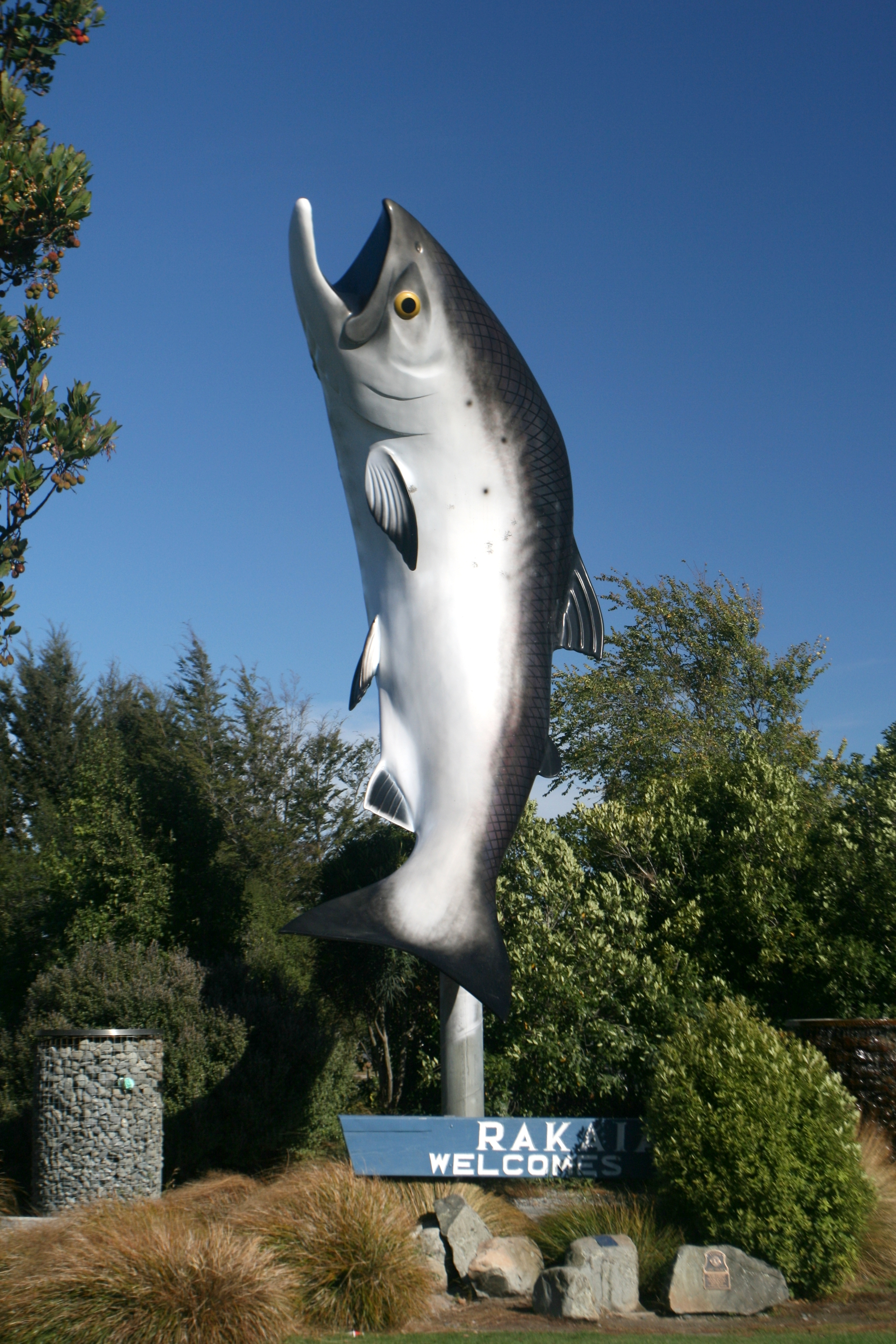
Le grand saumon de Rakaia